# 公共交通导向型开发

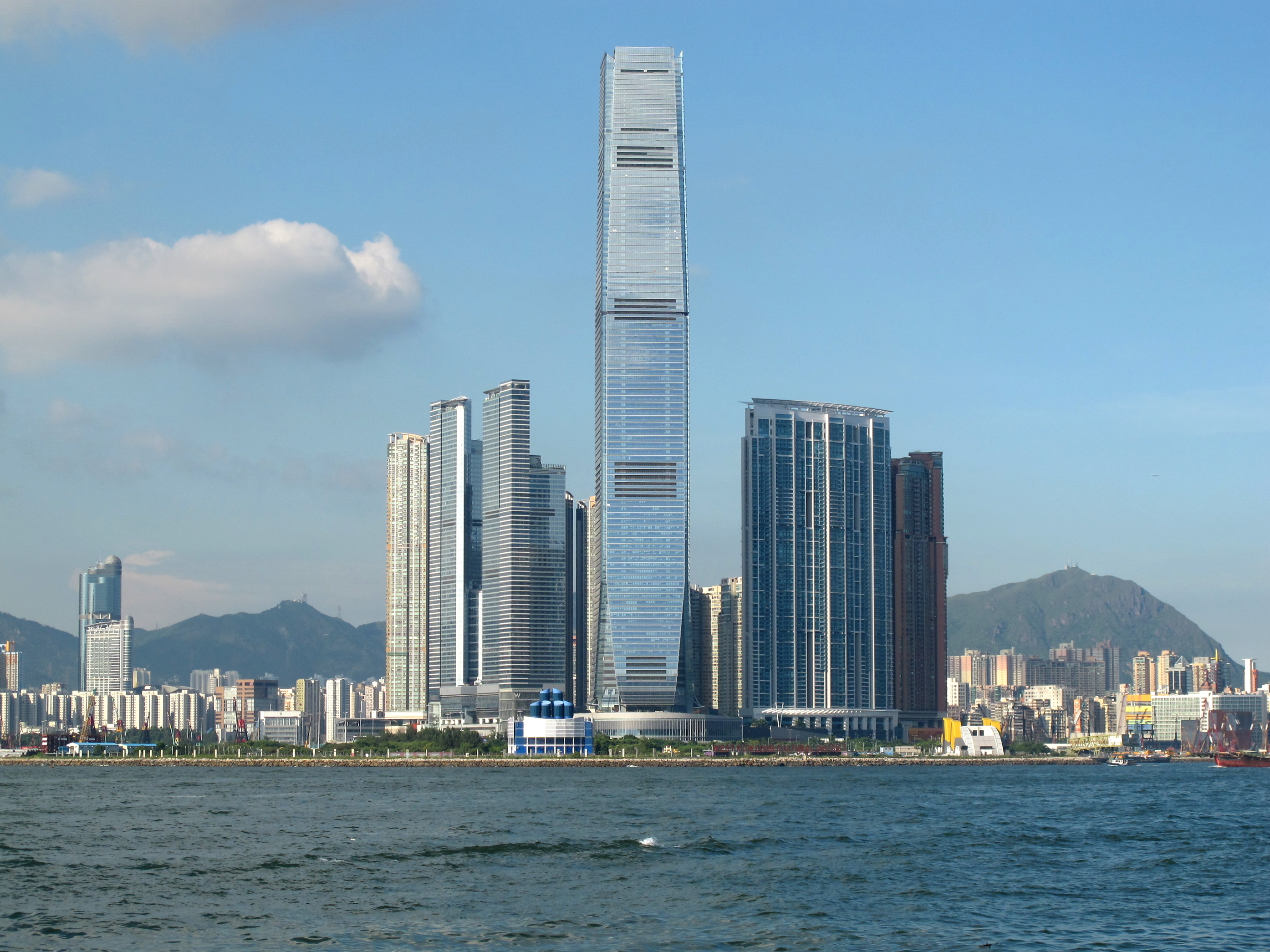
位於九龍站上蓋的Union Square

公共運輸導向型開發（英語：Transit-oriented development，簡稱TOD），主要指以公共交通枢纽和车站为核心的同时，倡导高效、混合的土地利用，如商业、住宅、办公、酒店等。此外，其环境设计对于行人友好，可以有效控制步行空间。在进行轨道交通开发时有时也会与公私伙伴关系一起作为模式开发，即TOD+PPP模式。需要注意的是，TOD发展模式只代表居民出行更愿意使用公共交通，且城市发展随公共交通沿线而开发，不代表通勤距离下降，如东京虽属成功且典型的TOD开发案例，但城市仍保持着大量的向心通勤量（郊區往市中心通勤），人均通勤距离也没有明显降低。

## 理论
TOD是一个以公共交通为导向的开发模式，由新城市主义代表人物、美國建築師暨城市規劃師彼得·卡尔索普（Peter Calthorpe）提出。该理论主要是解决美国在二战后，各个城市无限制的蔓延而采取的一种以公共交通为中枢、综合发展的城区，同时在城市规划上主張透過采用道路网格化、功能混合使用、适宜的开发密度、居住区內步行可达、设施的开放等回应传统以汽车使用为主导的发展模式。基本原则要求有适宜步行的街区、自行车网络优先高品質的公共交通、混合使用街区、根据公共交通容量确定都市密度、透過快捷通勤建立紧凑的都市区域，並以调节停车和道路增加机动性。设立TOD后居民只需在公共交通站步行400至800米（5至10分钟路程）就能到达集商业、文化、教育、住宅为一体的城区。
简而言之，TOD是最具有代表性的城市社区开发模式，目前在世界各地被广泛运用。

## 評估標準
交通及發展政策研究所著有《大眾運輸導向發展評估標準》（TOD Standard）一書，內容包含TOD發展的八大指標，分別為步行、自行車、連接、大眾運輸、混合、密集、緊湊及轉變，作為國際在衡量及判定TOD發展極為重要的要素與標準。

## 世界各地案例與實踐

### 美国
20世纪50年代，美国很多都市居民向郊区迁移居住，中心呈现衰败趋势，出现逆城市化现象，波特兰通过建设有轨电车使舊城区再次繁荣，实现了再城市化。这条线路是区域性的環狀公共交通系统，透过TOD开发模式使居民对小汽车的依赖降低35%，这也是TOD开发模式最早的成功案例之一。同时，都市規劃学界内公认美国TOD开发最好的案例之一是华盛顿周边的一个郡，在整个区域内建设公車系统和轨道交通大通道。通道内不只是一条干线，其他交通可以接入，通道两侧是最高密度的开发，使双向公車都非常有效，整个通道设施利用率达到最大，不仅抑制了潮汐交通流，还有效减少了人均车公里数。

### 中国大陆
中国大陆正经历快速城镇化阶段。世界上机动车、私人小汽车增长最快的是中国，國際能源署（英語：International Energy Agency，IEA）预测，到2050年中国大陆地区机动车拥有量将达到10亿辆，相当于目前全世界机动车的拥有量。与此同时，中国也大量兴建城轨、地铁、轻轨等公共交通项目。2014年8月11日，国务院办公厅发布《国务院办公厅关于支持铁路建设实施土地综合开发的意见》（国办发〔2014〕37号），提出“支持盘活现有铁路用地推动土地综合开发”、“鼓励新建铁路站场实施土地综合开发”。此后依托铁道站点TOD迅速发展。但是，中国的TOD发展模式和质量与发达国家和地区仍有较大差距，存在定位宽泛、概念包装、忽视与旧城区的联系等问题。
中国国内依托城际轨道、高速鐵路站点的TOD的案例有广珠城际铁路的珠海北站周边区域、广州新塘站的凯达尔国际枢纽广场、重庆沙坪坝站的龙湖光年、广州白云站综合交通枢纽等。
深圳近年參考各地經驗，計劃發展多個TOD項目。如深圳地铁3号线的大運站、深圳地铁1号线、深圳地铁5号线、深圳地铁11号线的前海灣站、国铁平湖站和深圳北站等。

### 香港

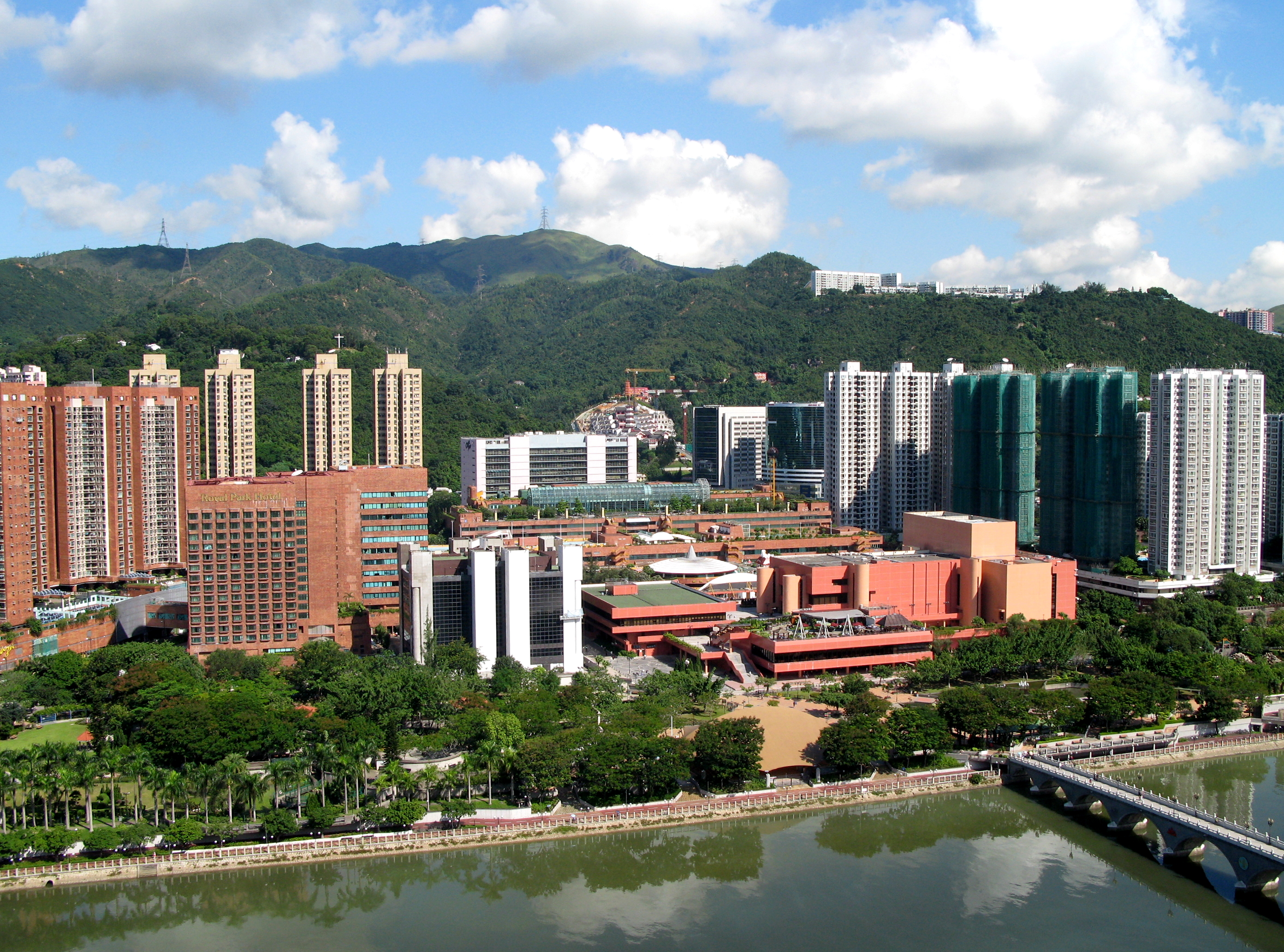
沙田市中心于沙田站附近设立

和其他发达经济体相比，香港的拥车率非常低，当地居民出外时会有90%选择使用公共交通。在20世纪中期，除東鐵綫以外，香港并无任何铁道在市区穿行，直到20世紀70年代，香港修建了地铁修正早期系统后，才开始发展TOD，并构思出了“铁路加地产”（R+P）的发展计划。香港地鐵早期的TOD例子包括德福花園、綠楊新邨、杏花邨、康怡花園、康山花園等等。如当时还是九广铁路公司时期的東鐵綫，通过沙田站連接多個住宅屋苑，火炭站上蓋也興建了銀禧花園；屯門新市鎮雖在規劃時沒有鐵路，但也在市中心規劃了一個大型巴士總站（屯門市中心公共運輸交匯處），透過行人天橋網絡連接周邊屋苑，輕鐵車廠站上蓋亦建有新屯門中心。自90年代起，香港陆续有多個地铁线路建成并通车，R+P大型項目也在同一时期相繼落成。其中包括为了配套东涌线而建设的奧海城、东涌新市鎮、香港站上蓋項目、九龍站Union Square、日出康城等。现今香港轨道交通附近也进行了高密度、高质量的开发，不但使地铁客流增加，同时财政收入也大幅提高，弥补了地铁建设和运营费用。也正因为这样，港铁公司也成为世界上少数能盈利的铁路公司。

### 台湾
台湾TOD開發較其他地区甚晚，且以都會區捷運沿線為主，尤其是臺北捷運。
臺灣TOD開發的主要方式為容積率置換與聯合開發，修改車站附近都市計畫。但以臺北都會區捷運路線施行TOD開發為例，早期路線位在TOD開發起步階段，沒有對於路線周邊進行大規模的都市計畫調整或都更，進行廊帶式空間開發，以至無法真正吸引大規模人流。柯文哲擔任臺北市市長時也認為臺北捷運TOD發展失敗。到捷運後期興建路線時（如捷運三鶯線、民生汐止線、環狀線北環段及南環段、萬大-中和-樹林線第二期工程及輕軌淡海線、安坑線），則有明顯改善，將捷運作為地方發展廊帶。臺北捷運首座TOD設施位於捷運士林站西南側，已於2021年4月12日動土，預計2023年完工，陸續也將建造劍潭站、劍南路站的TOD開發案。而臺北市政府後續亦基於TOD的概念，衍生出「市有建物及用地整合運用導向之都市發展」（EOD），公共設施開發或改建時，導入防災及韌性城市理念、納入地區發展及公共服務需求，以5E為原則進行規劃，其5E原則分別為：教育Education（教育設施）、經濟Economy（土地有效利用）、生態Ecology（環境友善）、公平Equity（市民需求）、都市進化Evolution（都市持續的發展）。並且具有 6D 的特色，分別是：目的地（Destination）、距離 （Distance）、設計（Design）、密度（Density）、多樣性（Diversity）以及需求管理（Demand Management）。

### 马来西亚

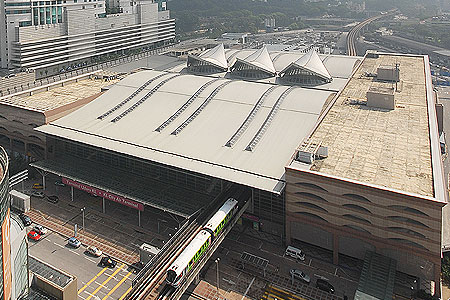
吉隆坡中央车站鸟瞰图

马来西亚初期并不注重铁路网络，随着大量人口移居巴生谷，加上人均拥车辆高企，马来西亚政府便构思了一个集各种公共交通于一身的交通枢纽－吉隆坡中央车站（KL Sentral，也称吉隆坡中环），由马资源承建并于2001年4月16日启用，也是该国目前最大型的交通车站。该枢纽整合了轻快铁、KTM电动列车服务、单轨、捷运等城市轨道交通载具，并通过机场快铁（ERL）通往吉隆坡国际机场，旅客也可直接在这里托运寄舱行李，而天空花园线也为旅客提供直达梳邦机场的铁路服务。除了公交总汇，吉隆坡中环更建有甲级办公楼、公寓楼，还整合酒店与商场，使之成为市中心体现公交导向发展概念的公交枢纽。
截至2015年，马来西亚政府一共打造了20个公交导向发展项目中，其中6项已建竣，另外14个部分在招标或建设中。已建竣的TOD包括金马律（占地2.72英亩）、梳邦谷（占地4.9英亩）、IOI蒲种再也（占地7.07英亩）、敦依斯迈花园（TTDI；占地11.47英亩）、阿旺柏沙（Awan Besar；20.78英亩）和阿拉白沙罗（Ara Damansara；占地19.13英亩）等。
此外，位于前吉隆坡新街场皇家空军基地，由一个马来西亚发展有限公司（1MDB）拥有的大马城发展计划，是马来西亚拟建中的大型地下城，占地约100亩。除了设有双溪毛糯－沙登－布城线（捷运二号线）之外，也是未来隆新高铁马来西亚端终点站。这项计划由一马公司进行发展，范围涵盖住宅区、商业中心、休闲、娱乐和保健区域等。然而2018年政权轮替后，这项计划的主干交通隆新高铁宣告展延至2031年1月1日落成，捷运二号线则保持不变，其他项目则有待理清。

### 日本
日本在20世紀初葉即出現類似TOD的土地開發計畫，是該模式發展最早的國家之一，尤其在東京、京阪神等都會區，透過在數個交通樞紐推行「商業重點化」（例如興建百貨公司）、以及在鐵路沿線興建住宅社區或開發新市鎮，將鐵路做為城市土地開發的軸心。其特色是由私鐵業者主導，例如東急、阪急等大手私鐵。